# Мураяма, Масаёси
Масаёси Мураяма (яп. 村山 雅美, Мураяма Масаёси; 28 марта 1918 — 5 ноября 2006) — японский военный, альпинист, командир исследовательской группы по изучению Антарктиды. Первый японец, который 19 декабря 1968 года достиг Южного полюса. Заслуженный профессор Национального института полярных исследований Японии.

## Биография
Родился 28 марта 1918 года в префектуре Токио.
Из-за ухудшающейся для Японии военной ситуации во время Второй мировой войны досрочно окончил Токийский императорский университет. Самостоятельно подал прошение о принятии в ряды Японского императорского флота. Вступил, как резервист добровольческого резерва императорского флота. Служил в команде на линкоре «Нагато» и авианосце «Дзуйкаку», на базе авиации Сига был командиром отделения. Незадолго до окончания войны завершил службу в войсках связи императорского флота. Звание — капитан военно-морских сил Японии.
После войны работал в коммерческой фирме, однако в 1953 году принял участие в первой экспедиции на гору Манаслу в Гималаях. В 1956 году по просьбе Эйдзабуро Нисибори принял участие в первой японской исследовательской антарктической экспедиции. В то же самое время был принят в штат государственного университета Йокохама.
19 декабря 1968 года, будучи руководителем девятой японской зимовочной группы, достиг Южного полюса, став первым японцем, которому это удалось.
Был ведущим консультантом поступившего в 1983 году в прокат фильма «Антарктическая история» (яп. 南極物語, Нанкё: ку моногатари).
Умер 5 ноября 2006 года от рака предстательной железы в возрасте 88 лет.

## Даты жизни
- 1930 — Окончил младшую школу при Высшей токийской гимназии (в настоящее время младшая школа при университете Цукуба)
- 1935 — Окончил среднюю школу при Высшей токийской гимназии (в настоящее время средняя и старшая школа при университете Цукуба)
- 1939 — Окончил старшую школе Мацумото в префектуре Нагано.
- 1941 — Досрочно окончил экономический факультет Токийского императорского университета. Вступил в ряды японского императорского флота.
- 1953 — Участвовал в первой японской экспедиции по восхождению на гору Манаслу.
- 1956 — Участвовал в первой японской антарктической исследовательской экспедиции от инженерно-технического факультета государственного университета Йокохама в качестве ответственного по общей подготовке к экспедиции.
- 1957 — Участвовал во второй японской антарктической исследовательской экспедиции в качестве заместителя руководителя экспедиции.
- 1958 — Участвовал в третьей японской зимовочной антарктической экспедиции в качестве заместителя руководителя экспедиции.
- 1965 — Участвовал в седьмой японской антарктической исследовательской экспедиции в качестве руководителя экспедиции.
- 1968 — Участвовал в девятой японской антарктической исследовательской экспедиции в качестве руководителя экспедиции. 19 декабря стал первым японцем, который достиг Южного полюса.
- 1974 — Участвовал в пятнадцатой японской антарктической исследовательской экспедиции в качестве руководителя экспедиции.
- 1988 — Высадился на Северном полюсе (чартерный авиарейс)
- 1989 — Присвоен орден Восходящего солнца 3 степени.
- 2006 — Смерть от рака простаты. Посмертно повышен в звании.